# Sourans
Sourans település Franciaországban, Doubs megyében. Lakosainak száma 116 fő (2022. január 1.). Sourans Saint-Maurice-Colombier, Blussans, Goux-lès-Dambelin, Hyémondans és Lanthenans községekkel határos.

## Népesség
A település népessége az elmúlt években az alábbi módon változott:
| Lakosok száma | 98   | 115  | 119  | 118  | 128  | 122  | 118  | 117  | 117  | 116  |
|               | 1968 | 1982 | 1990 | 2006 | 2013 | 2015 | 2017 | 2019 | 2020 | 2022 |